# KANのアタヤンPUSH!
KANのアタヤンPUSH!は、STVラジオで放送されていたラジオ番組。パーソナリティはKAN。1999年4月9日放送開始、1999年10月1日放送終了。

## 放送時間
- 毎週金曜日 24:00 - 25:00（JST）

## 備考
- 前番組である『KANさんのアタックヤング』（1988年10月17日 - 1999年4月2日、STVラジオ）ではタイトルに「さん」が使われていたが、本番組ではタイトルから「さん」が消えた。KAN曰く、『アタックヤングのときは「さん」を付けないとゴロが悪かったけど、アタヤンPUSH!なら付けなくても大丈夫』と言っていた。
- エンディングテーマは『KANさんのアタックヤング』時代から引き続き『言えずのI LOVE YOU』が使われた。

## コーナー

### イマジンPUSH!
- アタックヤングからのコーナー。BGMはジョン・レノンの『イマジン』。
  - 番組開始～番組終了

### シリーズでお送りしております世界の国歌です
- 世界各国の国歌をかけるコーナー。
  - 番組開始～番組終了

### ズバリ振り返りましょう（仮）
- 1stアルバムの1曲目から、毎週1曲ずつ、KANが作者ならではの愚痴をたれながら紹介していくコーナー。
  - 1999年4月16日～番組終了

## 過去のコーナー

### 洋楽一年生
- KANが、リスナーと一緒に洋楽を勉強する。
  - 番組開始～1999年9月3日

### 中島静佳のイマジンギャグ
- 中島静佳のアタヤンPUSH!の番組宣伝である。
  - 1999年5月7日～1999年9月24日

| STVラジオ アタックヤング⇒アタヤンPUSH!金曜日 | STVラジオ アタックヤング⇒アタヤンPUSH!金曜日 | STVラジオ アタックヤング⇒アタヤンPUSH!金曜日 |
| 前番組                                       | 番組名                                       | 次番組                                       |
| -------------------------------------------- | -------------------------------------------- | -------------------------------------------- |
| KANさんのアタックヤング                      | KANのアタヤンPUSH!                           | 大森俊治のアタヤンPUSH!                      |